# Wedding Celebration
『Wedding Celebration』（ウェディング・セレブレーション）は、Q;indiviのスピンオフとしてQ;indivi Starring Rin Oikawa名義で2010年4月3日に発売されたアルバムである。

## 概要
「Celebration」シリーズの第3弾となるこのアルバムはタイトル通り結婚式でお馴染みの曲をアレンジし、及川リンが歌っている。
ボーナストラックとしてQ;indiviのオリジナル楽曲としては約2年ぶりの新曲「Still Dreaming」が収録されている。
当初は2010年3月20日に発売が予定されていたが、事情により2週間延期され、4月3日発売となった。
2010年3月31日にiTunes Storeで先行配信された。メールマガジンやトップページに紹介され注目が集まったこともあり、初の総合アルバムチャート1位を次週まで1週間にわたって獲得した。
キャッチコピーは「幸せに包まれる…ステキな音の宝石箱」
ジャケットデザインはIN THE CASTLE DESIGN OFFICEが手がけている。

## 収録曲
1. Wedding March Part.2 ～The Bridal Chorus From The Opera Lohengrin～
原曲：メンデルスゾーン
2. Lovin' You
原曲：ミニー・リパートン
3. Every Breath You Take
原曲：ポリス
4. Nocturne No.2 ～夜想曲第2番～
原曲：フレデリック・ショパン
5. It Ain't Over' Til It's Over
原曲：レニー・クラヴィッツ
6. Eternal Flame
原曲：バングルス
7. The Rose
原曲：ベット・ミドラー
8. You Gotta Be
原曲：デズリー
9. Only Time
原曲：エンヤ
10. You Raise Me Up
原曲：シークレット・ガーデン
11. Still Dreaming［ボーナストラック］
2010 TBC Beauties CMソング